# Pararhytiphora nigropunctata
Pararhytiphora nigropunctata là một loài bọ cánh cứng trong họ Cerambycidae.